# دايفيد الكسندر
دايفيد الكسندر (بالإنجليزية: Dave Alexander)‏ (و. 1947 – 1975 م) هو موسيقي، وكاتب سيناريو أمريكي، ولد في آن آربر، يستخدم آلات غيتار البيس، بدأ مشواره المهني سنة 1967، توفي في آن آربر، عن عمر يناهز 28 عاماً، بسبب وذمة الرئة.

## روابط خارجية
- دايفيد الكسندر على موقع ألو سيني (الفرنسية)
- دايفيد الكسندر على موقع ميوزك برينز (الإنجليزية)
- دايفيد الكسندر على موقع قاعدة بيانات الأفلام السويدية (السويدية)
- دايفيد الكسندر على موقع إن إن دي بي (الإنجليزية)
- دايفيد الكسندر على موقع أول ميوزيك (الإنجليزية)
- دايفيد الكسندر على موقع ديسكوغز (الإنجليزية)